# Collina dei Camaldoli

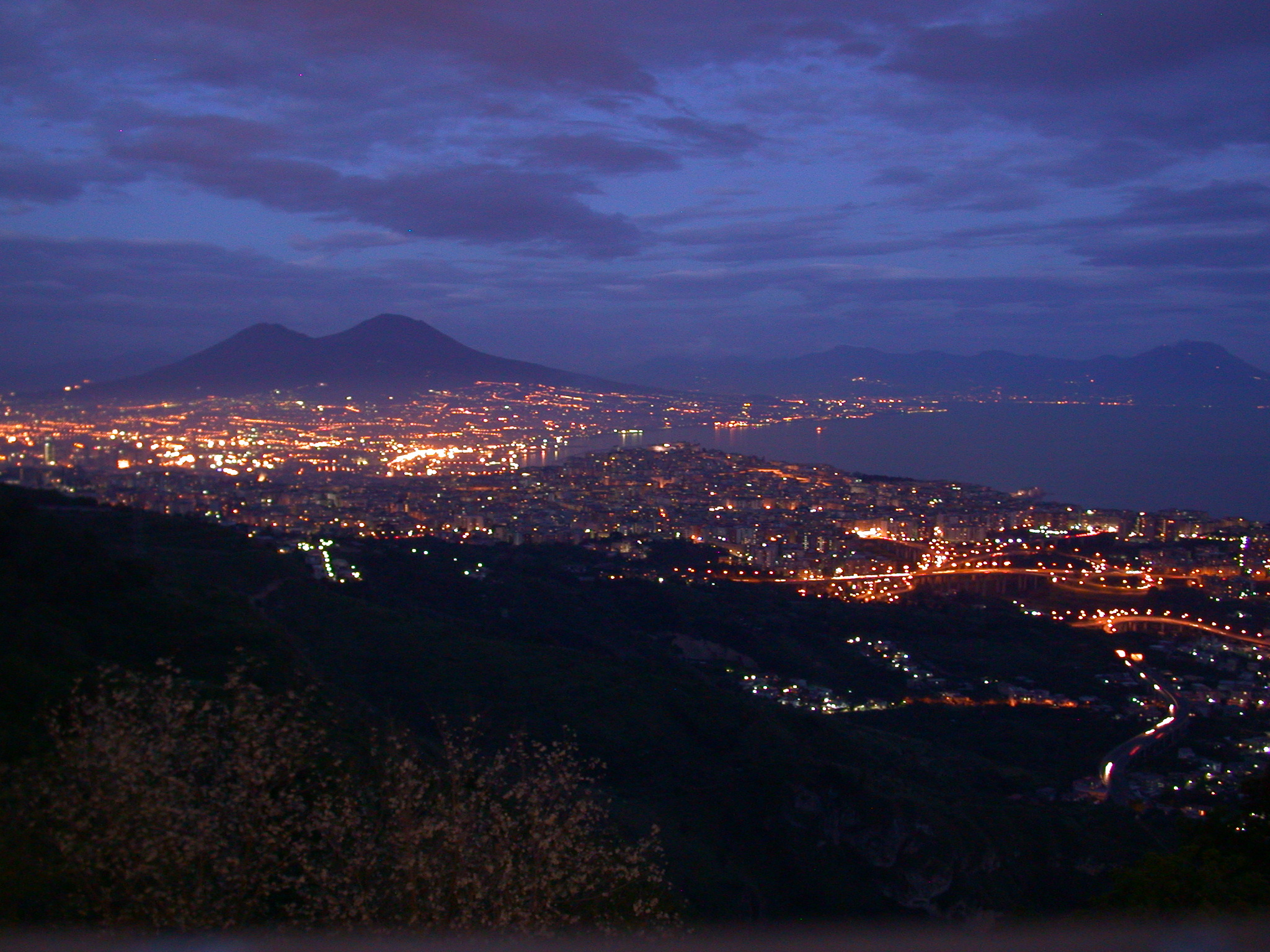
Vista di Napoli dai Camaldoli dal versante SW di Soccavo

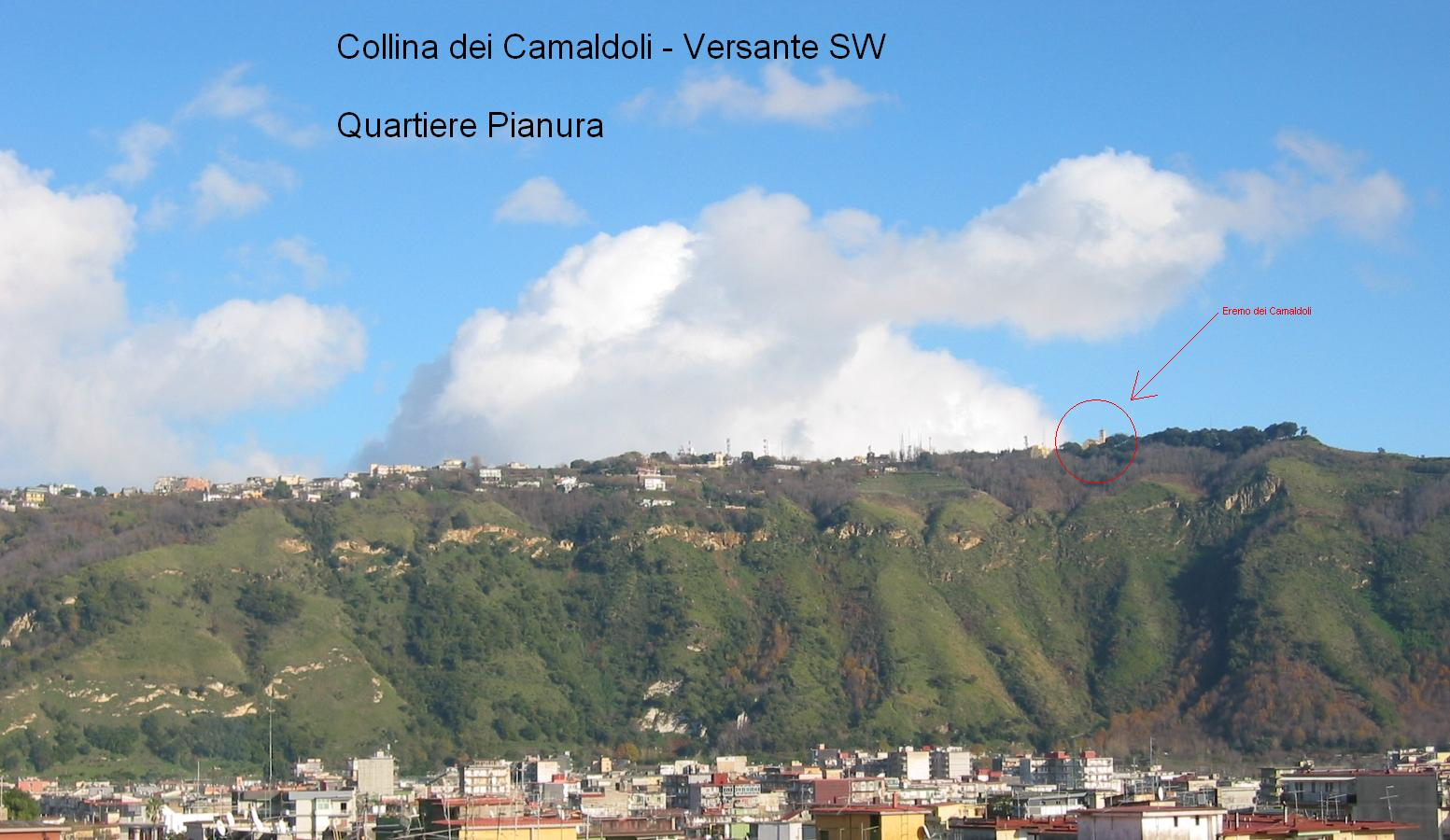
Vista del versante SW di Pianura della Collina dei Camaldoli

La Collina dei Camaldoli (in napoletano 'e Camaldule), con i suoi 457 metri sul livello del mare, è il rilievo più alto della città di Napoli. Si estende tra il comune di Napoli e i comuni di Marano di Napoli e Quarto.
La sua origine viene fatta risalire a circa 35.000 anni fa, in seguito a violente eruzioni che colpirono tutta l'area vulcanica dei Campi Flegrei.

## Descrizione
I due versanti sono caratterizzati da differenze sostanziali: il versante sud è caratterizzato da rupi scoscese composte da rocce di tufo; il versante nord è in lieve declivio ed è ricoperto da un folto bosco ceduo.
Dalla sommità sul lato che dà sul quartiere di Soccavo si gode una splendida ed ampia vista su gran parte della Campania, che abbraccia i golfi di Napoli, Pozzuoli e Gaeta, il Vesuvio, la penisola sorrentina, la lunga dorsale di Capo Posillipo che si prolunga in mare con l'isola di Nisida, fino al Circeo, il massiccio di Roccamonfina, l'arcipelago delle Isole Ponziane, l'altopiano del Matese e alle spalle della collina dei Camaldoli, troviamo la cittadina di Marano di Napoli. Sul punto più alto della collina è stato fondato nel 1585 l'edificio dell'Eremo dei Camaldoli che attualmente ospita le suore brigidine.

## Il clima
Il clima è in genere mite di tipo sublitoraneo tirrenico, ma non mancano episodi di freddo anche considerevoli nei mesi invernali (nel febbraio 1929 la temperatura scese fino a 7 gradi sotto zero). Ad ogni modo, vista la sua quota, la zona oltre i 350 m s.l.m. rileva temperature mediamente di circa 3-4 gradi inferiori a quelle delle zone basse della città. Oggi la collina è meta degli appassionati della neve a Napoli: infatti, spesso vi si recano per assistere ad un rovescio a carattere nevoso, specie dai 250 m s.l.m. in su. Le nevicate principali negli ultimi anni sono state quelle del 5 febbraio 2003, del periodo 26 - 29 gennaio, del 16 febbraio e 1º marzo 2005 e del 18 febbraio 2009.
Memorabile la nevicata del gennaio 1985 quando la zona dei Camaldoli rimase anche isolata per l'impraticabilità pressoché totale delle strade coperte da 20 cm di neve e ghiaccio. Da sottolineare anche una tardiva nevicata il 15 aprile 2001. La più recente risale al 27 febbraio 2018, giorno in cui una forte ondata di freddo causata dal buran si è abbattuta su tutta la provincia di Napoli.

## Il rischio idrogeologico
La collina dei Camaldoli è sottoposta a vincolo idrogeologico sul versante Pianura-Soccavo. L'intera collina è, sulla base di studi geologici, parte di un grande cono eccentrico il cui asse va individuato al centro dei Campi Flegrei ed in particolare nella zona di Agnano.
La configurazione di cui farebbe parte la collina, quindi, apparterrebbe al recinto di un grande apparato vulcanico denominato Archiflegreo. Di questo grande relitto geologico rimarrebbero oggi le pareti della collina dei Camaldoli, la cui zona sud è denominata "Verdolino" e rappresenta l'area di studio per la geologia dei Campi Flegrei.
Il Vallone del Verdolino è una struttura vulcano-tettonica che ha condizionato l'assetto idrografico della Collina dei Camaldoli, catturando una linea di impluvio estranea agli effetti drenanti del declivio est ed è, pertanto, un chiaro esempio di condizionamento strutturale.
Nell'area sono stati individuati fenomeni di frana a carico della copertura piroclastica sciolta. Il pericolo di eventi franosi, tipo quelli che hanno colpito Sarno nel 1998, è da non sottovalutare e lo sfruttamento intensivo dei ripidi versanti può solo peggiorare la situazione. Le cave e le costruzioni edilizie hanno innescato fenomeni di erosione lineare, ribaltamenti e crolli delle pareti tufacee.

## La vegetazione
All'interno del bosco dei Camaldoli e su parte della collina è possibile incontrare diverse specie botaniche, tra cui: la ginestra, il giglio di san Giuseppe, il ranuncolo, il ciclamino, la pervinca, il castagno.

## Storia
Antichissime sono le origini di Camaldoli, la cui primitiva denominazione era Monte Prospetto. Tale nome risalirebbe alla prospettiva che si gode dall'Eremo, essendo costruito con facciata principale sul lato che dà su Soccavo, e visibile fin dal mare, non appena una nave entra in porto.

Via di Camaldoli

Il nome deriva dall'eremo camaldolese che vi fu insediato nel 1585 da Giovanni d'Avalos, sulle rovine di una cappella più antica, risalente al V secolo.
I Camaldolesi ne furono espulsi nel 1807 da Giuseppe Bonaparte, re di Napoli, che soppresse gli ordini religiosi possidenti e contemplanti, acquisendone il patrimonio alle proprietà reali.
Al ritorno dei Borbone i fondi non tornarono agli originari possessori, ma furono venduti ad esponenti della nobiltà; l'eremo tornò, tuttavia, ai monaci benedettini Camaldolesi. 
Nel 1866 l'eremo venne nuovamente espropriato, questa volta dai Savoia, che però lo restituirono all'ordine, che ancora lo tiene, nel 1885. 
All'inizio del 1998 i Camaldolesi sono stati sostituiti da un gruppo di suore Brigidine, provenienti dalla Svezia.
La chiesa, opera di Domenico Fontana, sorse nel 1585, sostituendo l'antica chiesetta eretta dal vescovo Gaudioso nel VI secolo d.C., dedicata alla Trasfigurazione di Nostro Signore e soprannominata "Prospetto". Il nuovo tempio fu chiamato Santa Maria Scala Coeli, ma il popolo continuò ad adoperare l'antica denominazione di San Salvatore "a Prospetto".
All'interno della Chiesa, un altare maggiore disegnato da Cosimo Fanzago, sculture di Salvatore Franco e affreschi di Angelo Mozzillo; nelle cappelle, tele di Cesare Fracanzano (Assunzione della Vergine e Santi), Luca Giordano (Sacra Famiglia col Padre Eterno, Immacolata Concezione), e di Antiveduto Gramatica, artista caravaggesco. Ai piedi dell'altare, sotto i resti del pavimento maiolicato, sono sepolte le spoglie di Giovanni d'Avalos, figlio di Alfonso III d'Avalos Marchese del Vasto.

## Il Parco urbano

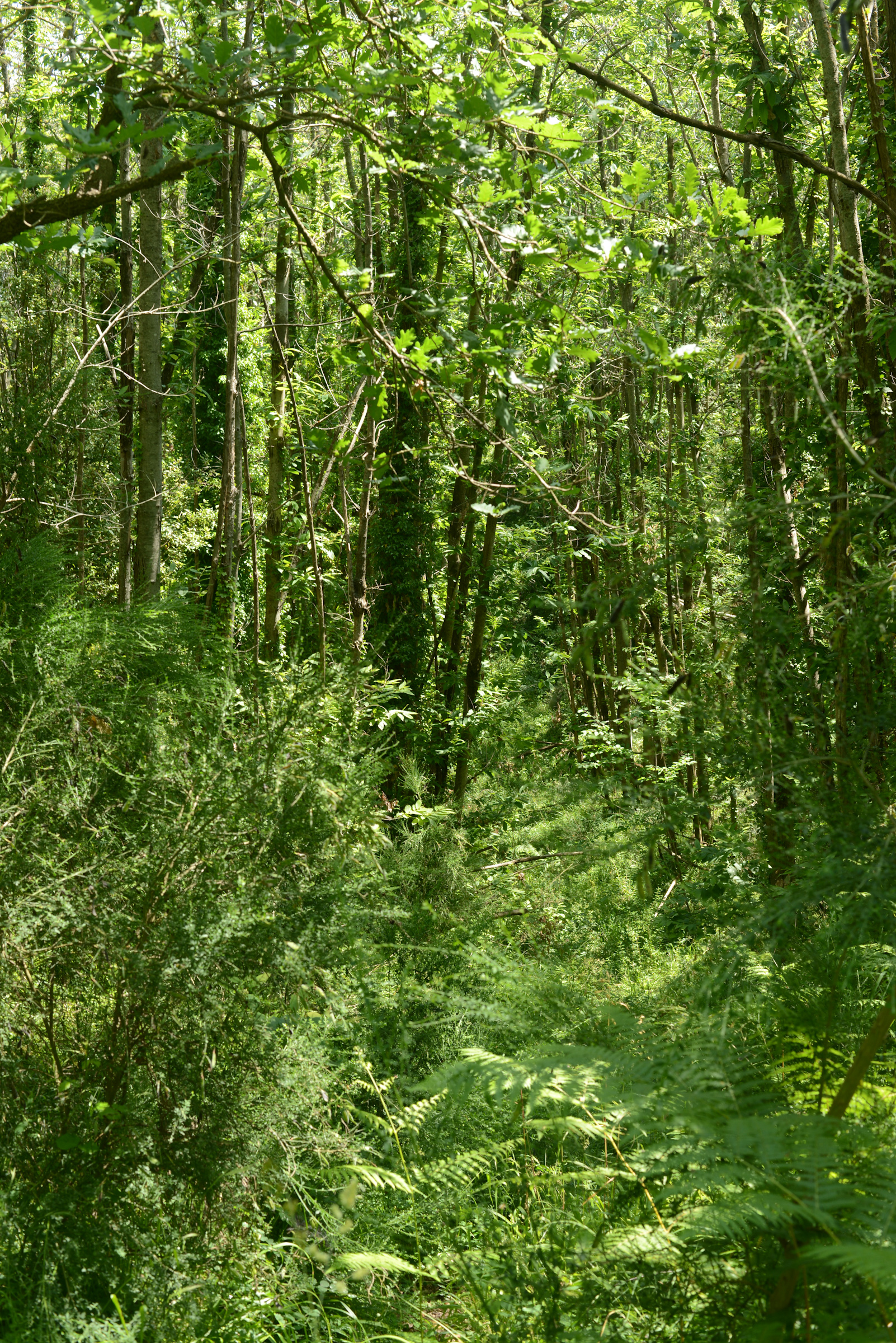
Bosco di castagni e sottobosco di felci nel Parco Urbano

Il "Parco Urbano dei Camaldoli" (istituito nel 1980) è parte integrante della collina dei Camaldoli ed è stato completato nel 1996, quando è stato aperto al pubblico. La sua superficie è di circa 135 ettari di superficie boschiva.
Il Parco ha tre ingressi: su via Sant'lgnazio di Loyola, su viale privato RAI e dal 2010 su via Camaldolilli.
Il Belvedere grande, situato a pochi metri dall'Eremo, è un punto panoramico su Napoli, il Vesuvio e l'Eremo stesso. È anche un punto di avvistamento di rapaci. È inoltre possibile osservare un insieme di rilievi riferibili a edifici vulcanici dell'area flegrea (il Cratere degli Astroni) o relitti degli stessi (monte Sant'Angelo e monte Spina che delimitano la conca di Agnano, sede di uno specchio lacustre bonificato nel 1870), e, in secondo piano, la collina di Posillipo che borda la caldera di tufo di Fuorigrotta e Bagnoli.
Il Parco è famoso anche per la presenza di alberi di castagno, infatti è una meta richiesta nei mesi in cui le castagne sono mature, per effettuare la raccolta delle stesse.

## Galleria d'immagini

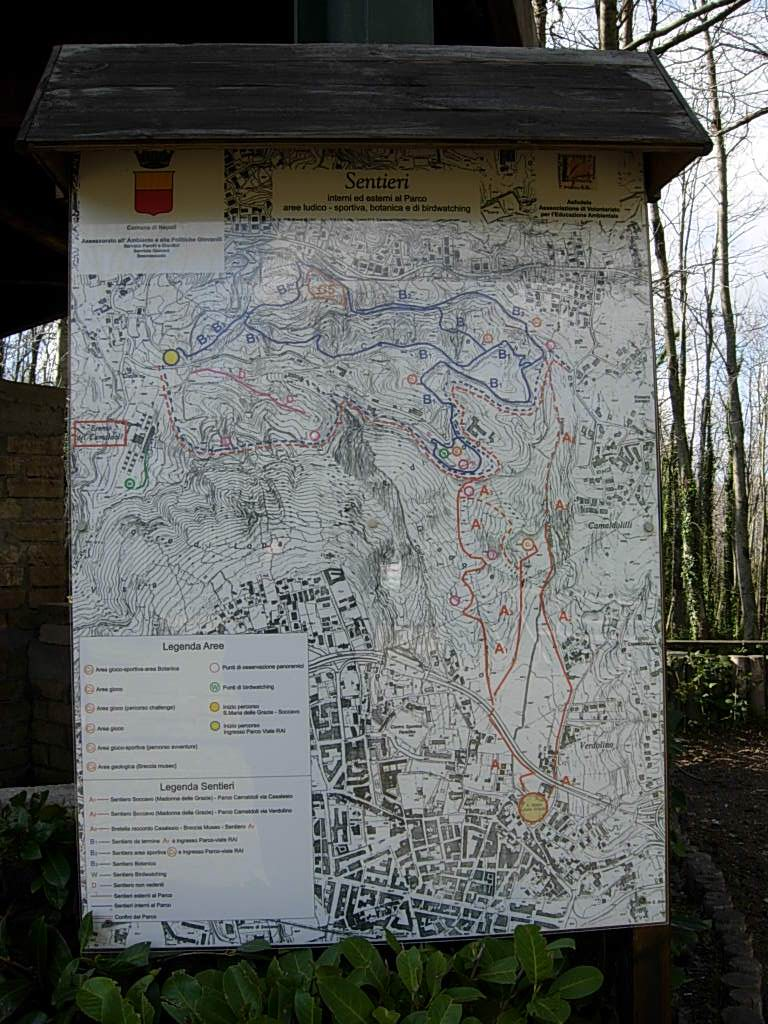
Cartellonistica nel Parco
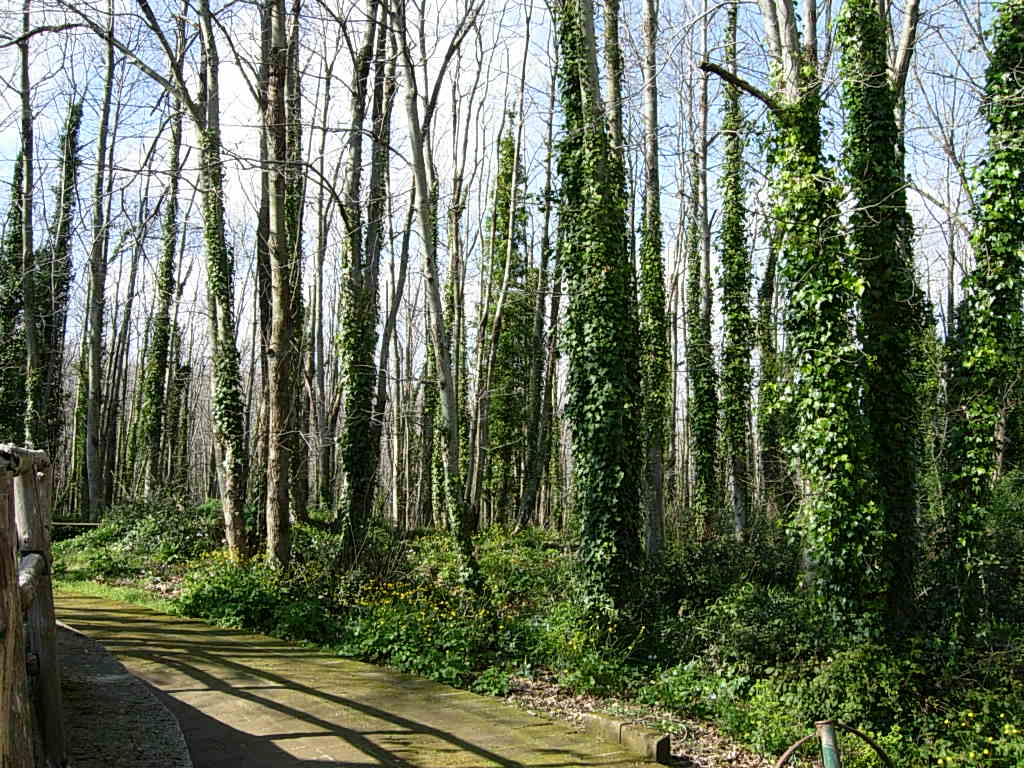
Sentieri del Parco
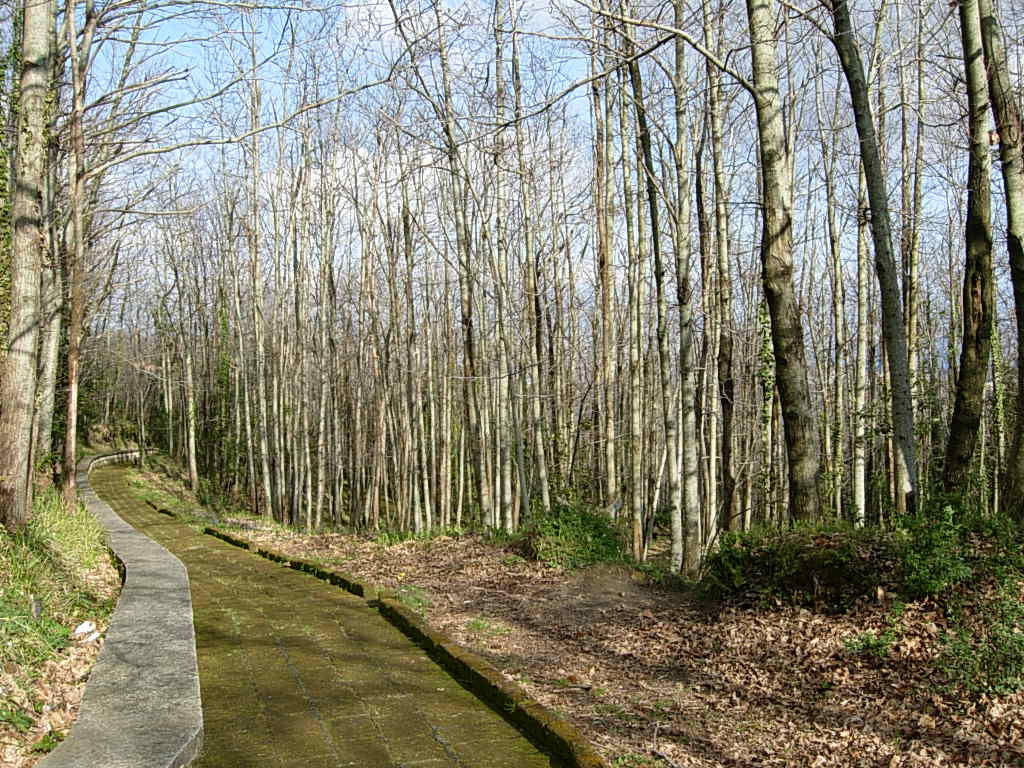
Sentieri del Parco
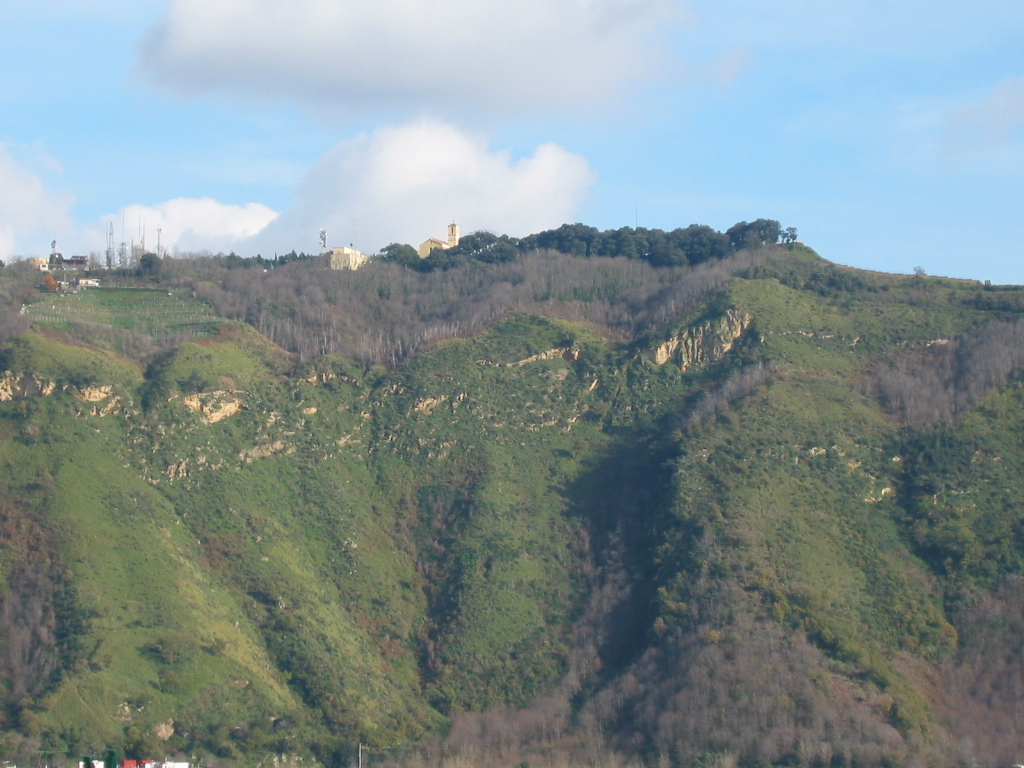
Versante sud lato eremo
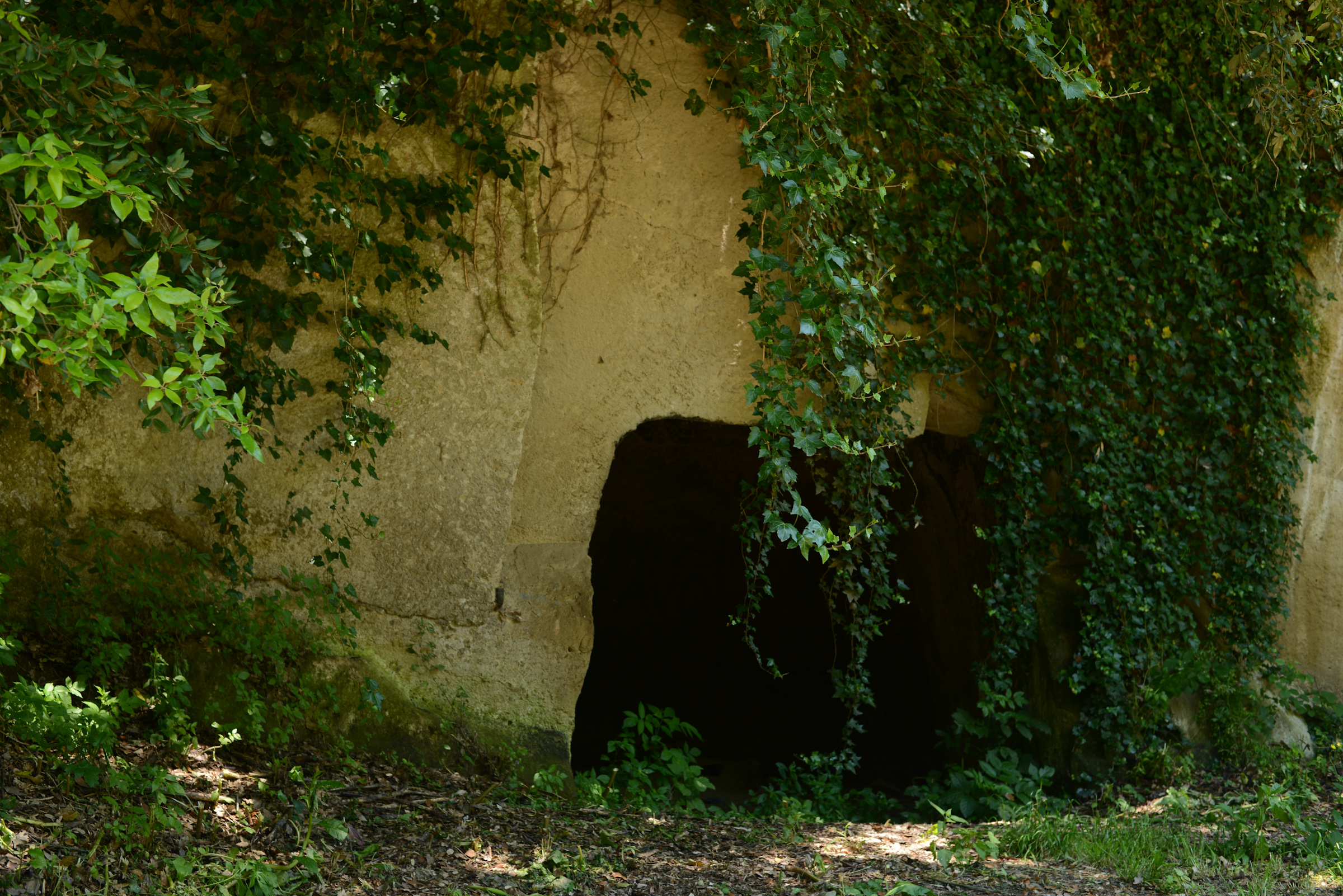
Antica cava
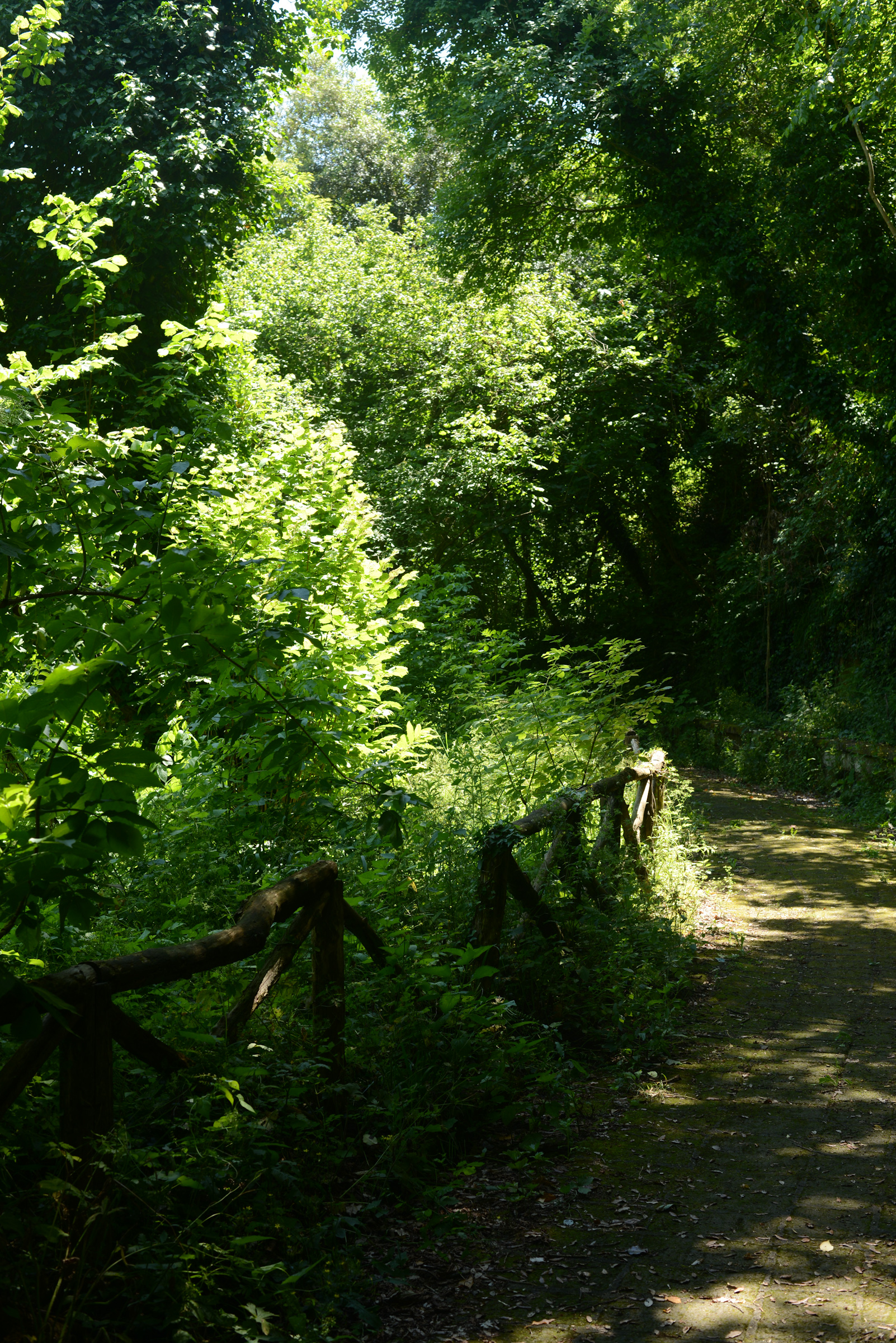
Viale del Parco verso i Camaldolilli